# My Bloody Valentine
My Bloody Valentine — ирландско-английская альтернативная рок-группа, образованная в городе Дублин в 1983 году. С 1987 года состав группы состоит из основателей Кевина Шилдса (вокал, гитара, семплер) и Колма О’Кисога (ударные, семплер), а также Билинды Бутчер (вокал, гитара) и Дебби Гудж (бас-гитара). Их музыка наиболее известна своим сочетанием диссонирующих гитарных текстур, андрогинного вокала и эксперементальных техник продюсирования.
В конце 1980-х годов группа стала первым представителем музыкального направления шугейз.
После нескольких неудачных ранних релизов и изменений в составе My Bloody Valentine подписали контракт с Creation Records в 1988 году. Группа выпустила несколько успешных мини-альбомов и альбомы Isn't Anything (1988 г.) и Loveless (1991 г.) на лейбле; последний часто описывается как их магнум опус и один из лучших альбомов 1990-х годов. Однако они были сняты Creation после его выпуска из-за значительных производственных затрат на создание альбома. В 1992 году группа подписала контракт с лейблом Island Records и записала несколько альбомов с неизданным материалом, оставаясь в основном неактивной.
Гудж и О’Кисог покинули группу в 1995 году, а в 1997 году за ними последовала Бутчер. Не сумев завершить продолжение Loveless, Шилдс изолировал себя и, по его собственным словам, «сошёл с ума». В 2007 году My Bloody Valentine воссоединились и впоследствии отправились в мировое турне. Они выпустили сборник EP's 1988-1991 в 2012 году. Их давно отложенный третий студийный альбом, m b v, был выпущен в 2013 году и поддержан дальнейшими гастролями.

## История

### 1978—1985 гг.: формирование группы
В 1978 году Кевин Шилдс и Колм О’Кисог познакомились друг с другом на турнире по карате в Южном Дублине: их знакомство можно было описать, как позже было описано, как «дружба почти за одну ночь». Позже они сформировали панк-группу The Complex с Лиамом О Маонлаи, школьным другом О’Киосога из Колаист Эоин. Группа, которая исполнила «несколько концертов», состоящих из песен Sex Pistols и Ramones, распалась, когда О Маонлаи ушёл чтобы сформировать группу Hothouse Flowers. Шилдс и О’Кисог позже сформировали пост-панк-трио Life in the Day, но не смогли обеспечить выступления с участием более ста человек. После распада группы Life in the Day Шилдс и О’Кисог сформировали My Bloody Valentine в начале 1983 года с ведущим вокалистом Дэвидом Конвеем. Конвей, выступавший под псевдонимом Дэйв Стелфокс, предложил несколько потенциальных названий для группы, в том числе The Burning Peacocks, прежде чем трио остановилось на My Bloody Valentine. Шилдс с тех пор утверждал, что он не знал, что My Bloody Valentine было названием канадского фильма в жанре слэшер 1981 года, когда было предложено это название.
В первые месяцы My Bloody Valentine претерпели ряд изменений в составе. Ведущий гитарист Стивен Айверс и басист Марк Росс были наняты в апреле 1983 года, и группа часто репетировала возле Смитфилда и Темпл-Бара в репетиционных точках, принадлежащих Эйдану Уолшу. Уолш, который заказал несколько ранних выступлений группы, сказал, что репетиции были «слишком шумными» и «сумасшедшими» и что «по соседству творился ад». Росс покинул группу в декабре 1983 года и был заменён Полом Муртагом, который покинул группу в начале 1984 года. В марте 1984 года Шилдс, Айверс и Конвей записали первую демозапись группы на четырёхдорожечный магнитофон в доме родителей Шилдса в Киллини. Шилдс и О’Кисог перезаписали басовые и ударные партии в студии Литтон-Лейн, и позже кассета была использована для заключения контракта с лейблом Tycoon Records.
Вскоре после записи демо Айверс покинул My Bloody Valentine, и девушка Конвея, Тина Даркин, присоединилась к ним в качестве клавишника. Примерно в это же время Конвей, по предложению Шилдса, связался с Гэвином Фрайдеем, ведущим вокалистом пост-панк-группы Virgin Prunes. По словам Шилдса, Конвей подошёл к Фрайдею в Фингласе, попросил у него совета, на что последний сказал ему «сваливать из Дублина». Шилдс согласился с ним, прокомментировав в январе 1991 года, что «для нас не было места» в Ирландии; О’Кисог объяснил, что ирландская музыкальная сцена была не восприимчива к их стилю. Фрайдей снабдил группу контактами, которые обеспечили им концерт в Тилбурге, Нидерланды. После концерта группа переехала в Нидерланды и жила там ещё девять месяцев, выступила перед группой R.E.M. один раз 8 апреля 1984 года. Из-за нехватки возможностей и отсутствия правильной документации группа переехала в Западный Берлин, Германия, в конце 1984 года и записала свой дебютный мини-альбом This Is Your Bloody Valentine (1985 г.). Альбом не привлёк особого внимания, и группа временно вернулась в Нидерланды, прежде чем обосноваться в Лондоне в середине 1985 года.

### 1985—1986 гг.: независимые релизы
После переезда в Лондон в 1985 году участники My Bloody Valentine потеряли связь друг с другом, пока искали жильё, и Тина Дуркин, не уверенная в своих способностях клавишника, покинула группу. Когда оставшиеся три участника восстановили контакт друг с другом, группа решила провести прослушивание бас-гитаристов, так как с момента их образования у них не было постоянного бас-гитариста. Шилдс раздобыл номер телефона Дебби Гудж у своего знакомого в Лондоне, пригласил её на прослушивание и впоследствии нанял в группу. Гудж удалось присутствовать на репетициях, которые были сосредоточены вокруг её повседневной работы. Репетиции регулярно проводились в студии Salem Studios, которая была связана с независимым звукозаписывающим лейблом Fever Records. Руководство лейбла было впечатлено группой и согласилось выпустить расширенную запись при условии, что группа сама профинансирует сессии записи. Выпущенный в декабре 1985 года, Geek! не оправдал ожиданий группы; однако вскоре после своего релиза My Bloody Valentine выступали на лондонских концертах вместе с такими группами, как Eight Living Legs, Kill Ugly Pop и The Stingrays.
Из-за медленного прогресса группы Шилдс подумывал о переезде в Нью-Йорк, где в то время жили члены его семьи. Однако соучредитель Creation Records Джо Фостер решил основать свой собственный звукозаписывающий лейбл Kaleidoscope Sound и убедил My Bloody Valentine записать и выпустить мини-альбом. Пластинка The New Record by My Bloody Valentine, спродюсированная Фостером, была выпущена в октябре 1986 года и имела небольшой успех, достигнув 22-го места в UK Indie Chart после своего выхода. После релиза группа начала чаще выступать с концертами, позже обзавелась небольшим количеством поклонников и выезжала за пределы Лондона для живых выступлений, поддерживая и открывая такие группы, как The Membranes.

### 1987 г.: Lazy Records и появление Бутчер

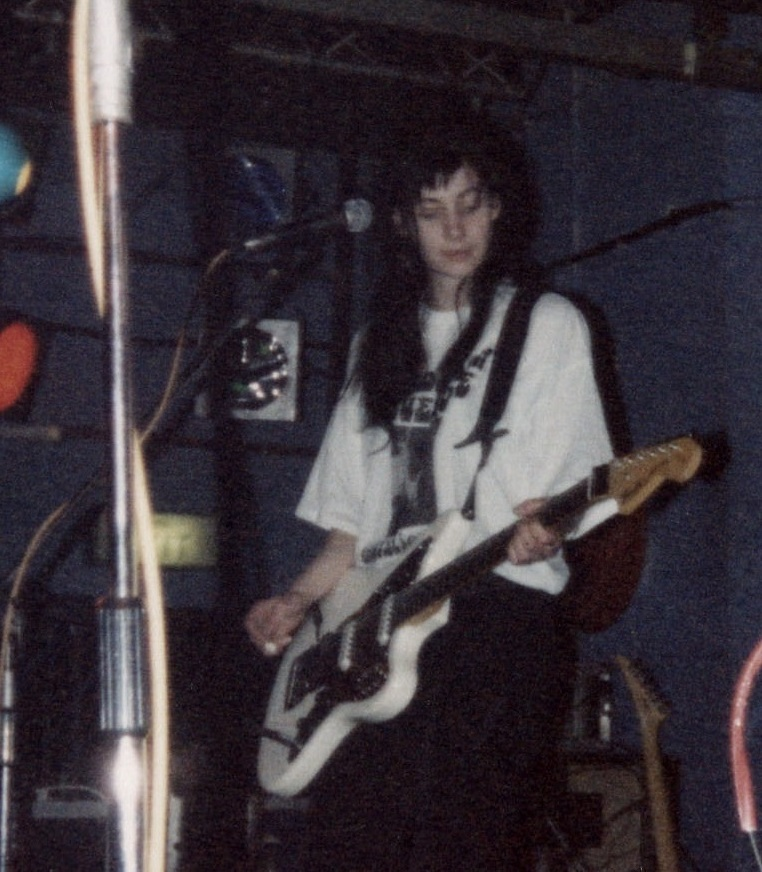
Билинда Бутчер на живом выступлении с группой в 1989 году

В начале 1987 года My Bloody Valentine подписали контракт с Lazy Records, другим независимым звукозаписывающим лейблом, который был основан инди-поп-группой The Primitives и их менеджером Уэйном Моррисом. Первым релизом My Bloody Valentine на лейбле стал сингл «Sunny Sundae Smile», выпущенный в феврале 1987 года. Он достиг 6-го места в UK Indie Singles Chart, и группа отправилась в турне после его выпуска. После ряда выступлений по всей Великобритании группе удалось получить место в группе поддержки The Soup Dragons, однако в том туре в марте 1987 года Дэвид Конвей объявил о своём решении покинуть группу, сославшись на болезнь желудка, разочарование в музыке и амбиции стать писателем.
Уход Конвея оставил группу без ведущего вокалиста, и Шилдс, О’Кисог и Гудж объявили в местной музыкальной прессе о поиске нового вокалиста. Процесс прослушивания, который Шилдс описал как «катастрофический и мучительный», не увенчался успехом, потому что он упомянул The Smiths в рекламе, «потому что [ему] понравились их мелодии», привлекая нескольких вокалистов, которых он назвал «фруктовыми шариками». Хотя рассматривалось создание другой группы, группа экспериментировала с вокалистами Билиндой Бутчер и Джо Байфилдом, которых рекомендовали группе другие музыканты. Бутчер, чей музыкальный опыт состоял из игры на классической гитаре в детстве, пения и игры на тамбурине «с некоторыми подружками развлечения ради», узнала, что My Bloody Valentine нужна бэк-вокалистка от своего партнёра, который познакомился с О’Кисогом на пароме из Нидерландов. На прослушивании она спела «The Discount Store», песню с одноимённого альбома Долли Партон 1975 года. Её пригласили присоединиться к группе, а Байфилд сочли неподходящим в качестве ведущего вокалиста.
После набора в группу Бутчер Шилдс стал разделять с ней обязанности вокалиста. Комментируя этот переход, Шилдс отметил, что Бутчер «звучала нормально, и она могла бы спеть одну из наших песен, нам просто нужно было показать ей, как играть на гитаре». Шилдс изначально не хотел брать на себя вокальную роль в группе, но сказал, что он «всегда пел в репетиционном зале […] и придумывал мелодии». С новым составом группа намеревалась отказаться от названия My Bloody Valentine, но, по словам О’Кисог и Шилдса, группа не смогла определиться с названием и сохранила прозвище «к лучшему или к худшему».
Под давлением лейбла Lazy Records, требовавшего выпустить полноформатный альбом, группа пошла на компромисс и согласилась выпустить сингл и последующий мини-альбом, сославшись на необходимость времени для стабилизации их нового состава. «Strawberry Wine», сингл из трёх композиций, был выпущен в ноябре 1987 года, а Ecstasy был выпущен месяцем позже. Оба получили умеренное признание критиков и достигли 13-го и 12-го мест в чартах независимых синглов и альбомов соответственно. Однако «Strawberry Wine» был описан как «безусловно лучший из двух релизов», поскольку Ecstasy страдал от производственных трудностей, включая ошибки в процессе мастеринга. Ecstasy подвергся критике как продукт «группы, у которой, похоже, закончились деньги на полпути к записи», что позже подтвердилось, поскольку группа сама финансировала студийные сессии. Контракт My Bloody Valentine с Lazy гласил, что лейбл будет заниматься продвижением релизов, в то время как группа будет финансировать сессии звукозаписи. После их ухода из Lazy Records, которые позже переиздали «Strawberry Wine» и Ecstasy на сборнике Ecstasy and Wine (1989 г.) без согласия группы, Rough Trade Records предложили сделку по финансированию записи и выпуску полноформатного альбома, но группа отказалась от неё.

### 1988—1991 гг.: Creation Records и альбомLoveless

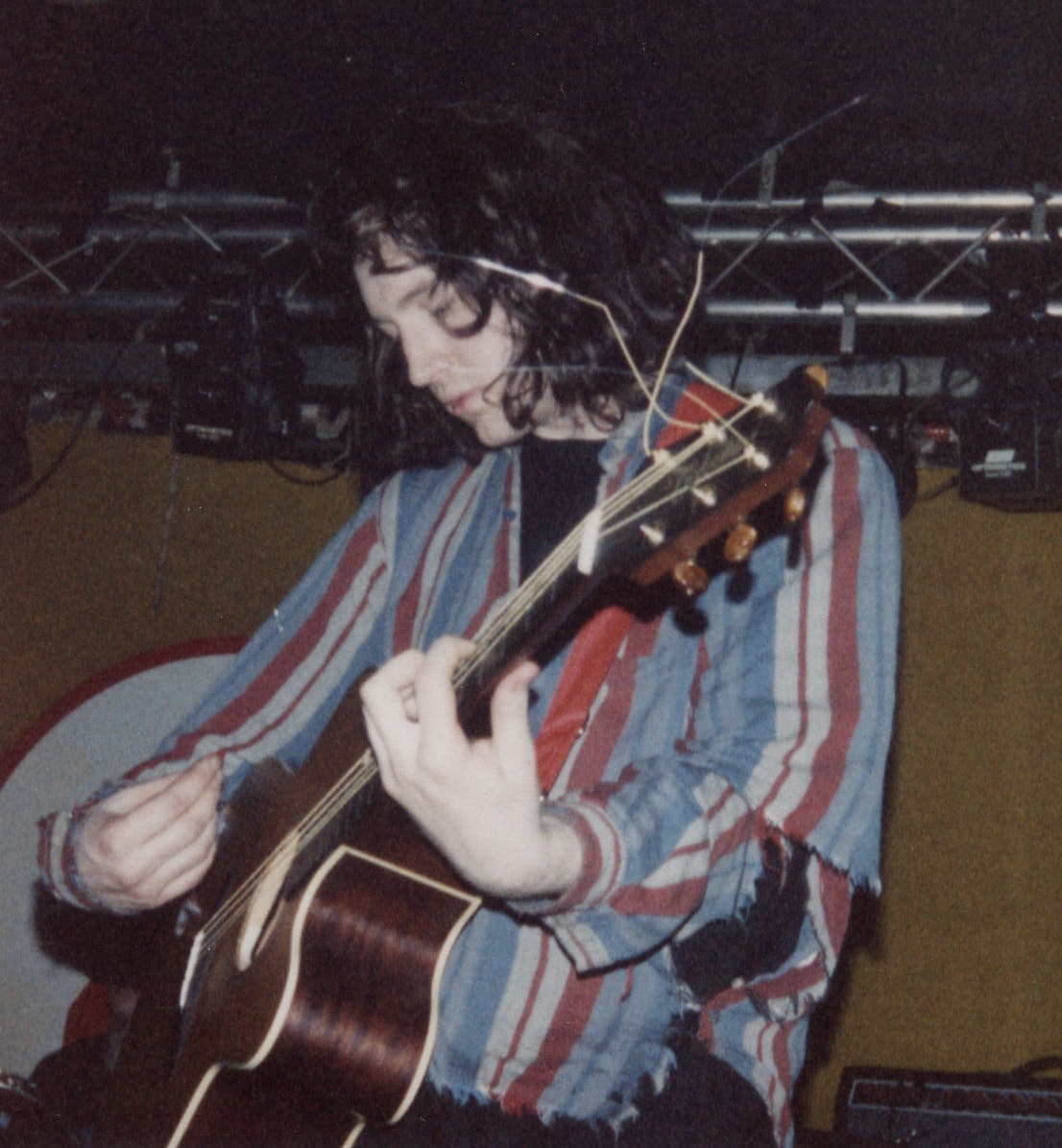
Кевин Шилдс на живом выступлении группы в 1989 году

В январе 1988 года My Bloody Valentine выступили в Кентербери на разогреве у Biff Bang Pow!, группы, в которой участвовал основатель Creation Records Алан Макги. После «унесения [Biff Bang Pow!] со сцены» My Bloody Valentine были описаны Макги как «ирландский эквивалент Hüsker Dü», который подошёл к группе после шоу и пригласил их записать и выпустить сингл на Creation. Группа записала пять песен в студии в Уолтемстоу, Восточный Лондон, менее чем за неделю. В августе 1988 года они выпустили мини-альбом You Made Me Realise, который был хорошо принят независимой музыкальной прессой и, по словам Ницуха Абебе из AllMusic, «заставил критиков встать и обратить внимание на блестящие вещи, которые делали My Bloody Valentine… они развили некоторые потрясающие гитарные звуки, которые станут визитной карточкой группы». Он дебютировал на 2-м месте в UK Indie Chart. После успеха You Made Me Realise группа выпустила свой дебютный полноформатный студийный альбом Isn’t Anything в ноябре 1988 года. Записанный в сельской местности Уэльса, альбом имел большой успех, получил широкое признание критиков, достиг 1-го места в UK Indie Chart и оказал влияние на ряд «шугейз»-групп, которые, согласно AllMusic, «работали по шаблону, установленному My Bloody Valentine с [альбомом]».
В феврале 1989 года My Bloody Valentine начали записывать свой второй студийный альбом в студии Blackwing Studios в Саутуорке, Лондон. В Creation Records полагали, что альбом может быть записан «за пять дней», но вскоре «стало ясно, что этого не произойдёт». После нескольких непродуктивных месяцев, в течение которых Шилдс взял на себя основные обязанности по музыкальным и техническим аспектам сессий, группа переехала в 19 других студий и наняла ряд инженеров, в том числе Алана Молдера, Анджали Датта и Гая Фиксена. Из-за большого времени записи Шилдс и Алан МаКги согласились выпустить ещё один мини-альбом, и группа выпустила Glider в апреле 1990 года. Содержащий лид-сингл «Soon», в котором впервые была использована техника «скользящей гитары» Шилдса, мини-альбом достиг 2-го места в UK Indie Chart, и группа отправилась в тур летом 1990 года в поддержку его выпуска. В феврале 1991 года, всё ещё записывая свой второй альбом, My Bloody Valentine выпустили ещё один миньон Tremolo, который стал ещё одним успехом у критиков и возглавил UK Indie Chart.
Выпущенный в ноябре 1991 года, Loveless, по слухам, стоил более 250 000 фунтов стерлингов и обанкротил Creation Records, однако Шилдс опроверг это. Критический приём Loveless был почти единодушно похвален, хотя альбом не имел коммерческого успеха; он достиг 24-го места в UK Albums Chart, но не попал в международные чарты. Макги уволил My Bloody Valentine с лейбла Creation Records вскоре после выхода Loveless из-за длительного периода записи альбома и его межличностных проблем с Шилдсом.

## Наследие

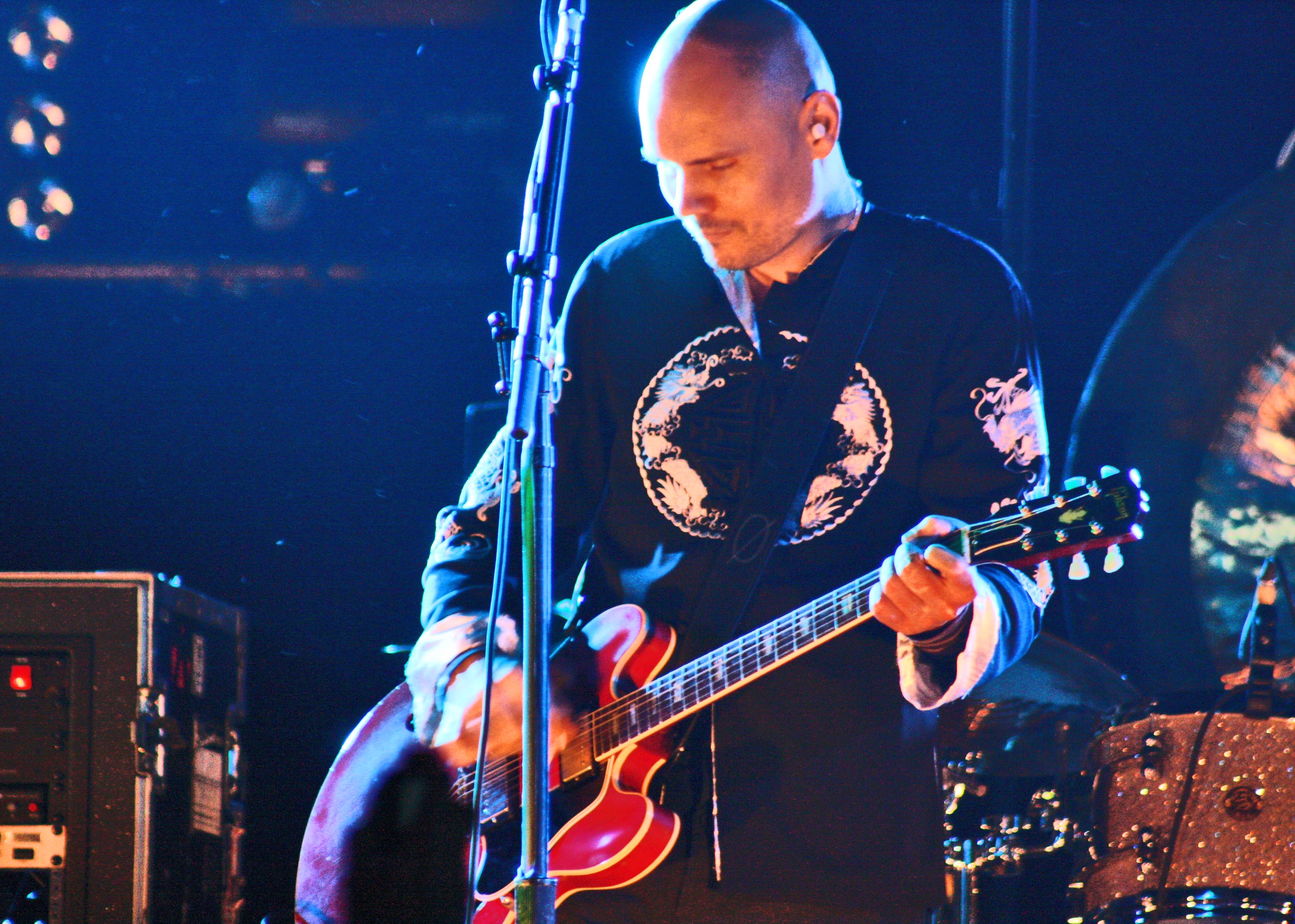
Музыка My Bloody Valentine повлияла на Билли Коргана (изображён в 2011 году) из The Smashing Pumpkins, чей дебютный альбом Gish (1991) объединял элементы шугейзинга.

My Bloody Valentine расценены как пионеры поджанра альтернативного рока, известного как «шугейзинг», термин, введённый журналистами NME в конце 1980-х, чтобы описать определённый группам «неподвижный стиль исполнения, где они стояли на сцене, уставившись на пол». Релизы группы на Creation Records повлияли на других исполнителей шугейзинга, включая Slowdive, Ride и Lush, и расценены как обеспечение платформы, чтобы позволить группам становиться признанными.
Несколько рок-групп процитировали My Bloody Valentine в качестве влияния. Фронтмен The Smashing Pumpkins Билли Корган был под влиянием Isn’t Anything после его выпуска и попытался воссоздать его звук на дебютном альбоме группы Gish (1991), особенно заключительный трек «Daydream», который Корган описал как «полный грабеж звука My Bloody Valentine». Два последующих студийных альбома The Smashing Pumpkins, Siamese Dream (1993) и Mellon Collie and the Infinite Sadness (1995), также были под влиянием группы. Трент Резнор из Nine Inch Nails похвалил музыкальное разнообразие и продюсирование Loveless, Кортни Лав процитировала его в качестве влияния на третий альбом Hole Celebrity Skin (1998). Эдж, гитарист U2 указал Loveless в качестве главного влияния на гитарное звучание на Achtung Baby (1991) и упомянул My Bloody Valentine как «на голову выше большого количества из того, что писалось в то время».
Isn’t Anything и Loveless считаются одними из величайших альбомов всех времён. Isn’t Anything был включён в список The Guardian «1000 альбомов, которые нужно услышать прежде, чем вы умрете». В 2013 году Loveless был помещён на 3 место в списке газеты Irish Independent «30 лучших ирландских альбомов всех времен».

## Дискография
Студийные альбомы:
- Isn't Anything (1988 г.)
- Loveless (1991 г.)
- m b v (2013 г.)

Мини-альбомы:
- Geek (1985)
- The New Record By My Bloody Valentine  (1986)
- Strawberry Wine (1987)
- Sunny Sundae Smile (1987)
- Ecstasy (1987)
- You Made Me Realise (1988)
- Feed Me With Your Kiss (1988)
- Glider (1990)
- Tremolo E.P (1991)

Синглы:
- When You Sleep (1991)
- Only Shallow (1991)

Компиляции:
- Ecstasy and Wine (1989) (Объединение мини-альбомов "Ecstasy" и "Strawberry Wine")
- EP's 1988-1991

## Участники
| Текущие участники - Кевин Шилдс (Kevin Shields) — вокал, гитара, семплер (1983—1997, 2007-настоящее время) - Кольм О'Кисог (Colm Ó Cíosóig) — ударные, семплер (1983—1995, 2007-настоящее время) - Дебби Гудж (Debbie Googe) — бас-гитара (1985—1995, 2007-настоящее время) - Билинда Бутчер (Bilinda Butcher) — вокал, гитара (1987—1997, 2007-настоящее время) Гастрольные участники - Джен Марко (Jen Macro) — клавишные, гитара (2013-настоящее время) - Анна Куимби (Anna Quimby) — флейта (1991—1992) Бывшие участники - Джо Байфилд (Joe Byfield) — вокал (1987) - Дэвид Конуэй (David Conway) — вокал (1983—1987) - Тина Деркин (Tina Durkin) — клавишные (1984—1985) - Стивен Иверс (Stephen Ivers) — гитара (1983—1984) - Пол Муртаг (Paul Murtagh) — бас-гитара (1984) - Марк Росс (Mark Ross) — бас-гитара (1983) |